# Ukropiszki (sielsowiet Grodzie)
Ukropiszki (biał. Укропішкі; ros. Укропишки) – dawny folwark. Tereny, na których był położony, leżą obecnie na Białorusi, w obwodzie grodzieńskim, w rejonie oszmiańskim, w sielsowiecie Grodzie.

## Historia
W czasach zaborów folwark i zaścianek w gminie Polany, w powiecie oszmiańskim, w guberni wileńskiej Imperium Rosyjskiego. W 1866 roku folwark liczył 56 mieszkańców w 1 domu. Należał do Ważyńskich. W 1905 roku folwark liczył 73 mieszkańców, 2430 dziesięcin, własność Ważyńskich; zaścianek liczył 14 mieszkańców, należał do Ważyńskch.
W latach 1921–1945 folwark leżał w Polsce, w województwie wileńskim, w powiecie oszmiańskim, w gminie Polany.
W 1931 w 2 domach zamieszkiwało 18 osób. Na terenie folwarku powstały: Ukropiszki-Krzewina, Ukropiszki-Leśniczówka, Ukropiszki-Oświecim, Ukropiszki-Poniatycze.
Wierni należeli do parafii rzymskokatolickiej w Oszmianie. Miejscowość podlegała pod Sąd Grodzki w Oszmianie i Okręgowy w Wilnie; właściwy urząd pocztowy mieścił się w Oszmianie.
Po II wojnie światowej w granicach Związku Sowieckiego. Od 1991 w niepodległej Białorusi.